# María de Francia (poetisa)
María de Francia (en francés, Marie de France) fue una poetisa nacida en Isla de Francia (Francia en aquella época) que vivió en Inglaterra a finales del siglo XII. No se sabe prácticamente nada de su vida, aunque escribió en anglo-normando, una clase de lengua de oïl hablada entre las élites de Inglaterra. Aunque los eruditos no conocen la identidad de María de Francia, el nombre se ha deducido de una de sus obras: «Marie ai nun, si sui de France...» (en español, «Mi nombre es María, y soy de Francia...»). Fue la primera poetisa en lengua francesa, y sus obras son una de las primeras muestras del amor cortés en la literatura.
Varias mujeres históricas se han sugerido como candidatas, entre otras: María, abadesa de Shaftesbury y media hermana de Enrique II; María, abadesa de Reading; María, abadesa de Barking; María de Boulogne. Varios medievalistas sugieren que fue Marie de Meulan, hija de Galerán IV de Meulan y esposa de Hugo Talbot, que fue a vivir con su marido en sus posesiones de Inglaterra.
Fue una mujer que, en cualquier caso, contaba con una gran cultura y sabía latín. Tradujo de esta lengua el Purgatorio de San Patricio, obra que narraba el viaje mitológico de este apóstol irlandés al más allá. Además de esta traducción, se le atribuyen dos obras originales, doce lais bretones, e Ysopet, una adaptación de las fábulas de Esopo. Recientemente, se le ha atribuido una hagiografía llamada La Vie seinte Audree. 
Las fábulas recogidas en Ysopet son la primera adaptación al francés de las fábulas de Esopo, y se cree que los lais fueron recogidos de relatos populares bretones o incluso que se tratara de la adaptación de relatos cultos ingleses.
Los eruditos han fechado estas obras en 1160 la primera y alrededor de 1215 la más tardía, aunque es probable que se escribieran entre 1170 y 1205. Una de sus obras, los lais, se dedican a un «noble rey», otra a un «conde William»; se piensa que el rey al que se referiría sería o bien Enrique II de Inglaterra o bien su hijo mayor, conocido como Enrique el Joven. El conde William en cuestión sería, probablemente, o William de Mandeville, tercer conde de Essex, o William Marshall. Algunos han sugerido que María de Francia podría haber sido algún miembro de la corte real de Inglaterra, donde la esposa de Enrique II, Leonor de Aquitania, era conocida por favorecer a los trovadores y a otros artistas.
En 1816, la poeta británica Matilda Betham-Edwards escribió un poema sobre María de Francia titulado The Lay of Marie.